# Crni vrh (Kragujevac)
Pour les articles homonymes, voir Crni Vrh.
Le mont Crni vrh (en serbe cyrillique : Црни врх) est une montagne du centre de la Serbie. Il s'élève à une altitude de 707 m au pic éponyme de Crni vrh. 

## Géographie
Le mont Crni vrh est situé dans la région géographique de la Šumadija, à l'est de Kragujevac et à l'ouest de Jagodina, entre les rivières Belica, Ždraljica, Lepenica et Velika Morava. Parmi ses sommets les plus importants, on peut citer les monts Selakovo brdo (541 m) à Velika Sugubina, Kotrljane (570 m) à Bukorovac, Drenak (553 m) à Gornje Komarice et Pečene Livade (500 m) à Donje Komarice.
Le mont Crni vrh, densément boisé, est riche en grottes et en cascades et il constitue la zone la plus pluvieuse de la région.